# Pfarrkirche Enzenkirchen

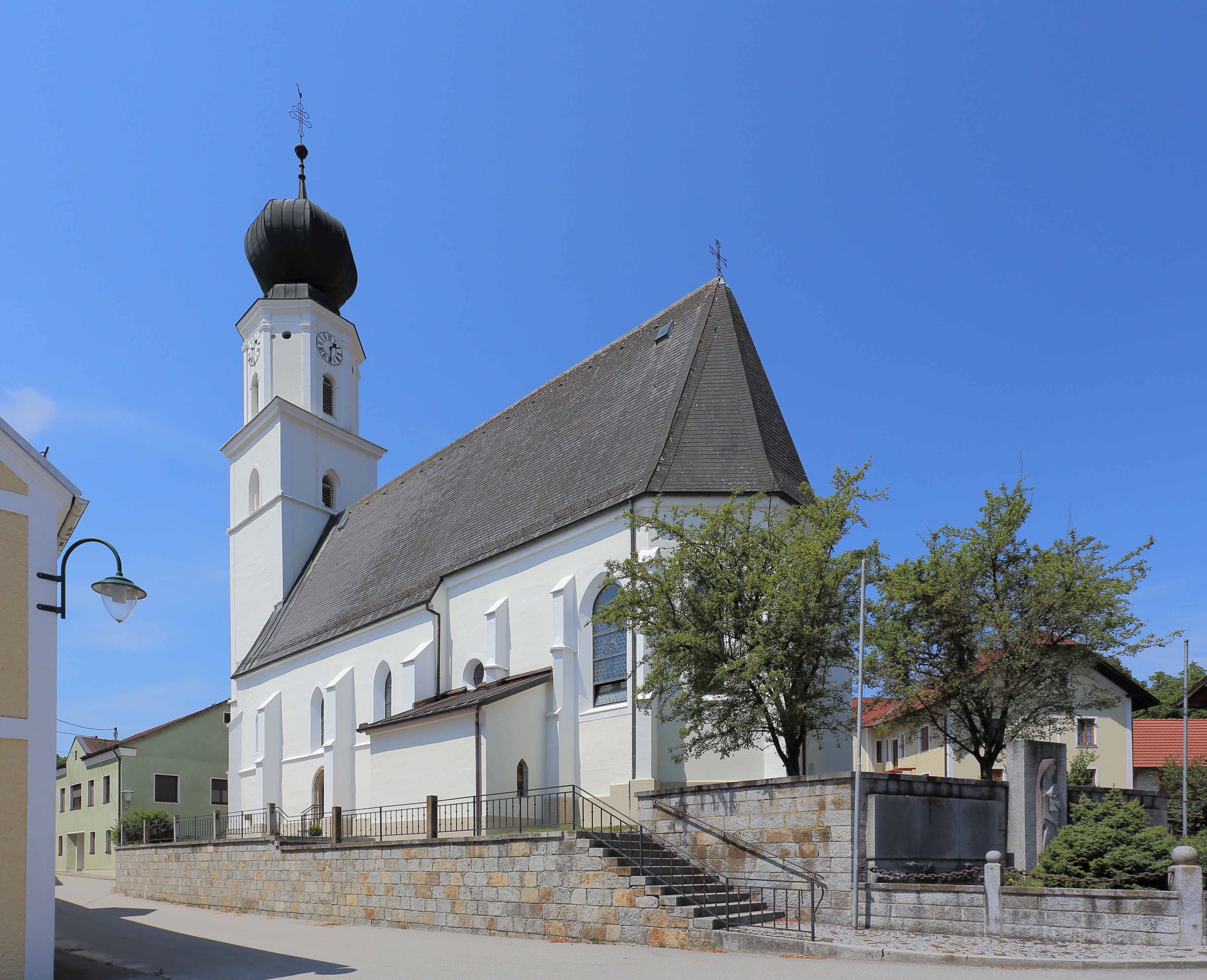
Kath. Pfarrkirche hl. Nikolaus in Enzenkirchen

Die römisch-katholische Pfarrkirche Enzenkirchen steht im Ort Enzenkirchen in der Gemeinde Enzenkirchen im Bezirk Schärding in Oberösterreich. Die auf den heiligen Nikolaus geweihte Kirche gehört zum Dekanat Andorf in der Diözese Linz. Die Kirche steht unter Denkmalschutz.

## Geschichte
Eine Kirche wurde um 1120 urkundlich genannt. Der gotische Kirchenbau wurde vermutlich unter Verwendung älterer Außenmauern im dritten Drittel des 15. bis Anfang des 16. Jahrhunderts erbaut. Das Glockengeschoß des Turms entstand wohl erst 1661/63.

## Architektur
Der Kirchenbau hat ein einschiffiges dreijochiges Langhaus, das mit einem Parallelrippengewölbe geschlossen ist. Daran ist ein beinahe gleich breiter zweijochiger Chor mit einem Fünfachtelschluss angefügt, der mit einem aus Rauten gebildeten Sterngewölbe geschlossen ist. Die dreiachsige Westempore ist kreuzrippenunterwölbt. Der gotische Westturm trägt einen barocken achteckigen Aufsatz mit Zwiebelhelm aus dem 17. Jahrhundert. Das Südportal ist gotisch.

## Ausstattung
Den Hochaltar von 1814 schuf der Passauer Bildhauer Christian Jorhan der Jüngere. Er wurde 1869 verändert. Die Seitenaltäre von J. Kienberger sind aus den Jahren 1870 und 1877. Die Kanzel im Stil des Spätrokoko entstand um 1775. Die klassizistischen Reliefs seitlich des Hochaltares sind wohl auch von Christian Jorhan dem Jüngeren um 1814. Die Orgel ist ein Werk von Bruno Riedl aus dem Jahr 1980 mit 14 Registern auf zwei Manualen und Pedal.